# Alien Tort Claims Act
Der US-amerikanische Alien Tort Claims Act (etwa: Gesetz zur Regelung von ausländischen Ansprüchen), kurz ATCA, oder Alien Tort Statute, kurz ATS, legt fest, dass Ansprüche, die sich auf das US-amerikanische Zivilrecht stützen, vor US-amerikanischen Gerichten verhandelt und erklagt werden können, auch wenn die Beteiligten nicht US-amerikanischer Nationalität sind und die Ereignisse, die die Anspruchsgrundlage darstellen, nicht auf US-Boden stattgefunden haben. Allerdings gilt das ausdrücklich nur für Verstöße gegen das Völkerrecht oder gegen einen Staatsvertrag, bei dem die USA einer der Vertragspartner sind. Der englische Originaltext lautet:

“The district courts shall have original jurisdiction of any civil action by an alien for a tort only, committed in violation of the law of nations or a treaty of the United States.”

„Nur die Bundesbezirksgerichte sollen erstinstanzlich zuständig für jede Zivilklage von einem Ausländer in einem Schadensfall sein, welcher durch Verstoß des Gesetzes der Nationen oder einem Abkommen der Vereinigten Staaten begangen wurde.“

Dadurch, dass weder Ort noch Beteiligte eine Beziehung zu den USA haben müssen, ist es aufgrund des ATCA in der Theorie möglich, jeglichen zivilen Schadensfall in irgendeinem Land der Welt vor einem US-amerikanischen Gericht zu verhandeln bzw. jegliche Zivilklage statt vor ein lokales Gericht vor ein US-Gericht zu bringen, sofern ein Verstoß gegen das Völkerrecht oder gegen internationale Verträge vorliegt oder zumindest erfolgreich konstruiert wird.
Der Oberste Gerichtshof der Vereinigten Staaten wandte sich mit seinem Urteil im Fall Kiobel v. Royal Dutch Petroleum Co. im Jahr 2013 jedoch gegen diese Lesart und verneinte die extraterritoriale Geltung des ATS.
Der ATCA wurde bereits 1789, also bald nach der Gründung der Vereinigten Staaten, verabschiedet. Er war Teil des Judiciary Act von 1789, durch den die Bundesgerichtsbarkeit in den USA eingeführt wurde. Damit ist der ATCA eines der ältesten noch heute gültigen Bundesgesetze.
Weltweite Aufmerksamkeit erhielt der ATCA erst, als in den 1990er Jahren Nachfahren von Holocaust-Opfern und Zwangsarbeitern im deutschen Nationalsozialismus Deutschland und Österreich als Rechtsnachfolger des NS-Regimes sowie deutsche Konzerne vor US-Gerichten verklagten und Schadensersatzsummen in Höhe von mehreren Milliarden Dollar zugesprochen bekamen, obwohl die Mehrheit der Klagenden nicht in den USA wohnhaft war. In der Nachfolge wurden, immer von US-Anwälten organisiert und initiiert, z. B. Klagen gegen Deutschland durch die Herero in Namibia (später eingestellt), gegen die Schweiz wegen des von Juden eingezogenen Goldes und gegen deutsche Konzerne wie Daimler-Chrysler wegen der Unterstützung der Apartheid in Südafrika eingereicht.
Die vom ATCA verliehene internationale Zuständigkeit US-amerikanischer Gerichte gilt einigen Kritikern als exzessiv und in völkerrechtlicher Hinsicht wegen des massiven Eingriffs in fremde Souveränitätsrechte zumindest fragwürdig. Ein auf dieser Grundlage ergangenes amerikanisches Urteil dürfte wegen Fehlens der Anerkennungszuständigkeit (§ 328 Abs. 1 Nr. 1 ZPO) in Deutschland weder anerkennungsfähig noch vollstreckbar sein (§ 722 Abs. 1, § 723 Abs. 2 Satz 2 ZPO). Andere jedoch betonen die wichtige Funktion für den Schutz und die Durchsetzung von Menschenrechten, die der ATCA einnehmen kann.
Als ein Bruch gilt das Urteil des US-Supreme Court im Fall Kiobel v. Royal Dutch Petroleum Co., das höhere Anforderungen an die Anwendung des ATCA stellt.